# Juan Holgado
Juan Holgado (né le 16 avril 1968) est un archer espagnol. Il participe aux Jeux olympiques d'été de 1988 et aux Jeux olympiques d'été de 1992. En 1992, il remporte le titre olympique dans l'épreuve par équipe avec ses coéquipiers Alfonso Menéndez et Antonio Vázquez.

## Palmarès

### Jeux olympiques
- Jeux olympiques de 1992 à Barcelone,  Espagne
  -  Médaille d'or.